# Södra Latins Gymnasium
Das Södra Latins Gymnasium, kurz Södra Latin, ist ein kommunales Gymnasium in Stockholm im Stadtviertel Södermalm. Eine kirchliche Lateinschule (pedagogia, Marienschule) bestand seit 1654, eingerichtet vom Erzbischof von Uppsala Joh. Lenaeus. Die Södra Latin ist eines von Schwedens ältesten Gymnasien, die Schülermatrikel reichen bis 1709 zurück. Erst 1820 wurden auch moderne Fremdsprachen mit der Erhöhung von einer Kirch- zur Trivialschule unterrichtet. 1879 wurde es mit dem Riddarholmen Gymnasium zu einer Schule zusammengefasst namens Stockholms högre allmänna å latinlinjen fullständiga läroverk å Södermalm. 1891 wurde ein neues Gebäude bezogen, das noch heute auf diesen Namen in Kurzform hinweist. Seit 1961 können auch Mädchen die Schule besuchen. Seit der Oberstufenreform von 1971 heißt sie Södra Latins gymnasium.
Heute gilt es bei der Schülerzulassung als hochselektives und elitärstes Gymnasium.
Die Schule ist für ihr breites Angebot und reiches Kulturleben bekannt. Die Theaterkurse an der Schule waren unter anderem bei Julia Högberg und Johanna Sällström Grundlage für deren spätere Schauspielkarriere.

## Gebäude
Vor dem Gymnasium war eine Schule bei einer Marienkirche Södermalms an dem Ort zu finden. Die aktuelle Schulgebäude wurde von Per Emanuelsson Werming entworfen und im Jahr 1891 eingeweiht. Das Gebäude wurde so konzipiert, dass alle Zimmer und Flure direktes Sonnenlicht erhalten. Insgesamt gab es ursprünglich 21 Klassenräume. Das Schulgebäude wurde im Jahr 1996 renoviert. Die Aula ist mit einer Orgel von Akerman & Lund aus dem Jahre 1892 ausgestattet, eine der ersten schwedischen spätromantischen Orgelbauten.

## Alumni
Zu den Alumni zählen Nobelpreisträger, Verwaltungsleute, Politiker, hochrangige Kleriker, führende Mitglieder der schwedischen Akademien und hochrangige Künstler. Die ehemalige Knabenschule nimmt seit 1961 auch Mädchen auf. Zu den Alumni zählen unter anderem Carl Michael Bellman (an der Marienschule, der Vorgängerin der Södra Latins), Per Ahlmark, Mona Sahlin, Åsa Romson, Joakim Larsson, Tomas Tranströmer, Sven Stolpe, Stig Dagerman, Jonas Hassen Khemiri, Klas Östergren, Peter Pohl, Isaac Grünewald, Ted Gärdestad, Max Martin, Lykke Li, Danny Saucedo, Salem Al Fakir, Andreas Kleerup, Peter Asplund, Stina Nordenstam, Petra Marklund, Olle Hellbom, Pernilla August, Johanna Sällström, Shanti Roney, Jonas Karlsson, Joel Kinnaman, Helena af Sandeberg, Noomi Rapace, Helena Mattsson, Alexander Skarsgård, Bill Skarsgård und Henrik Sjöberg.

## Södra Latins in den Medien
Die schwedischen Filme G – som i gemenskap und Hets sind teilweise an der Södra Latin gedreht worden, ähnlich die schwedische TV-Serie Raggadish. Von Peter Pohl stammen einige biographisch gehaltene Bücher über das Schulleben. Das Musikvideo für den Robyn-Song Do You Really Want Me (Show Respect) wurde teilweise in der Aula gefilmt.

## Einführung von geschlechtsneutralen Umkleideräumen 2013
Ein internationales Presseecho hatte die geplante Einführung von geschlechtsneutralen Umkleidekabinen aufgrund einer LGBT Schülerinitiative 2013.
Bereits zuvor wurde das in Schweden nicht unumstrittene Partikel „hen“ (anstatt hon (sie) und han (er)) systematisch verwandt, ebenso auf Initiative von Schülern.
Kritisch äußerte sich unter anderem die schwedische Bloggerin Isabella Löwengrip alias Blondinbella, die von einer Genderepidemie sprach.